# Francastel
Francastel – miejscowość i gmina we Francji, w regionie Hauts-de-France, w departamencie Oise.
Według danych na rok 1990 gminę zamieszkiwały 363 osoby, a gęstość zaludnienia wynosiła 29 osób/km² (wśród 2293 gmin Pikardii Francastel plasuje się na 639. miejscu pod względem liczby ludności, natomiast pod względem powierzchni na miejscu 301.).